# 一条家
一條家，又稱桃華家、桃花殿，家格為日本堂上家中最上位的五攝家，是日本最高等級貴族家族之一。一条家來自藤原北家攝關家九条流，以九条道家四子一条實經為始祖，名稱來自一条殿。家纹是一条藤。在五攝家序位，低於近衛家，與九条家同格，高於二条家和鷹司家。
作為公家之中最高位的家格。一條家這個五攝家之一的家族當主是可以經由大納言、右大臣、左大臣等一眾日本古代高級官職（議政官）的一路晉升，在最後出任攝政、關白這兩個作為日本臣子可以抵達的最高權力職位。
一條家主要庶流分支有兩支，第一支是在戰國時代應仁之亂中有一支隨一条教房來到土佐，成為土佐一条氏，第二支則是在江戶初期（1679年）由官至正二位・權大納言醍醐冬基分支出去的醍醐家（家格為清華家）。江戸時代家祿最初1000石、後増加至1500石、幕末達2045石。明治維新後列為公爵。二次大戰後失去貴族身分。

## 簡介
一條家為日本鎌倉時代初期就創設的家族，其家族淵源為藤原北家攝關流九條流嫡流，開創一條家的首代當主為從一位・攝政、關白、左大臣、藤氏長者一條實經（1223年－1284年），他是九條家的第3代當主、從一位・准三宮、攝政、關白、左大臣、藤氏長者、橘氏長者九條道家（1193年－1252年）的第四個兒子。同時他的兄弟們也是都位列日本朝廷的頂級公卿：

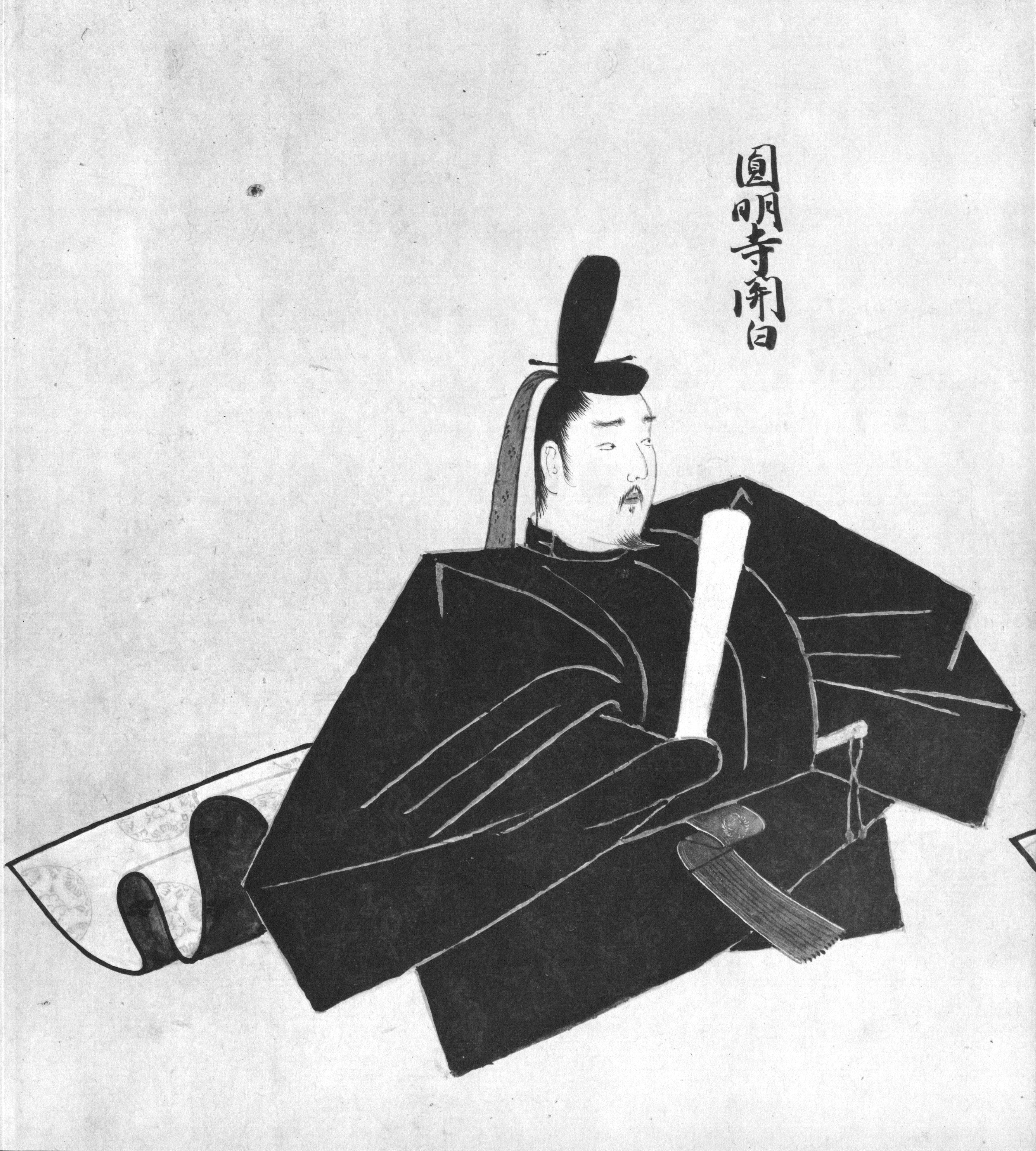
「圓明寺關白」一條實經

- 長兄：九條家第4代當主，從一位・攝政、關白、左大臣九條教實（1211年－1235年）
- 次兄：二條家首代當主，從一位・關白、左大臣二條良實（1216年－1271年）
- 三兄：鎌倉幕府第4代將軍，號稱「攝家將軍」的藤原賴經（1218年－1256年）

而「一條」這個家族名則是來自於其父親道家的偏愛，道家將自己的一座宅邸贈與實經，這座宅邸被稱作「一條殿」，是因為該宅邸位於平安京的一條室町上，故有此名。
在隨後的600餘年時間裡，一條家的各代當主與五攝家的各位當主輪流出任攝政和關白的職位，因此這支藤原北家的嫡系五家被稱之為「攝關流」，是日本堂上家的最高家格貴族，在之後的武家幕府時代裡，雖無強大實權，但仍世代身居高位，位列頂層公卿。
時間來到了日本的室町時代中期，因為在應仁元年（1467年）爆發了應仁之亂，一條教房與其父從一位・准三宮、關白一條兼良從京都避難出逃，為了恢復一條家位於土佐幡多的莊園而来到中村（今日本高知縣四萬十市）。而後教房在土佐建立起了土佐一條家這個一條家的分支，而後也官至從一位・准三宮、關白。而後土佐一條家逐漸從京都公家的身分轉變為戰國大名之一，待傳到第5代當主、從三位・左近衛少將、左近衛中將、權中納言一條兼定（1543年－1585年），在渡川之戰敗於長宗我部元親，土佐一條家至此消亡，但因為攝家一條家的周旋，土佐一條家的子孫們得以保存血脈。
在江戶時代初期，一條家的第14代當主一條昭良（後陽成天皇的第九皇子，後水尾天皇的弟弟，過繼給一條家作為養子，此後一條家又被稱為「皇別攝家」），他的第二個兒子一條冬基在延寶7年（1679年），以32歲的年紀升任從三位・左近衛中將，位列朝廷公卿之一。於是在同年，靈元天皇賜予他新的家名「醍醐」，因此改名為醍醐冬基，成為一條家的分家，家格被定為清華家，後官至正二位權大納言。
時光流逝，到了江戶時代末期，也就是幕末的時候，一條家的第22代當主、從一位・左大臣一條忠香（1812年－1863年）的第三個女兒－一條美子嫁給明治天皇，成為明治的皇后，也就是之後的昭憲皇太后，同時她也是之後的大正天皇的嫡母。
明治維新後，在明治政府發布《華族令》後，一條家和其餘四家攝關家一同被封為華族當中最高等的公爵頭銜（1884年－1947年，共63年），而後在二戰後，日本取消華族的身分，一條家也隨著一眾華族失去了貴族的身分。
如今的一條家當主為第28代當主一條實昭（1945年－），是一名有名的律師，在安德森·毛利·友常法律事务所（アンダーソン・毛利・友常法律事務所）擔任顧問一職，曾任東京地方法院的民事調停委員一職，他的長子一條實綱則出生於昭和51年（1976年－）。

## 著名人物

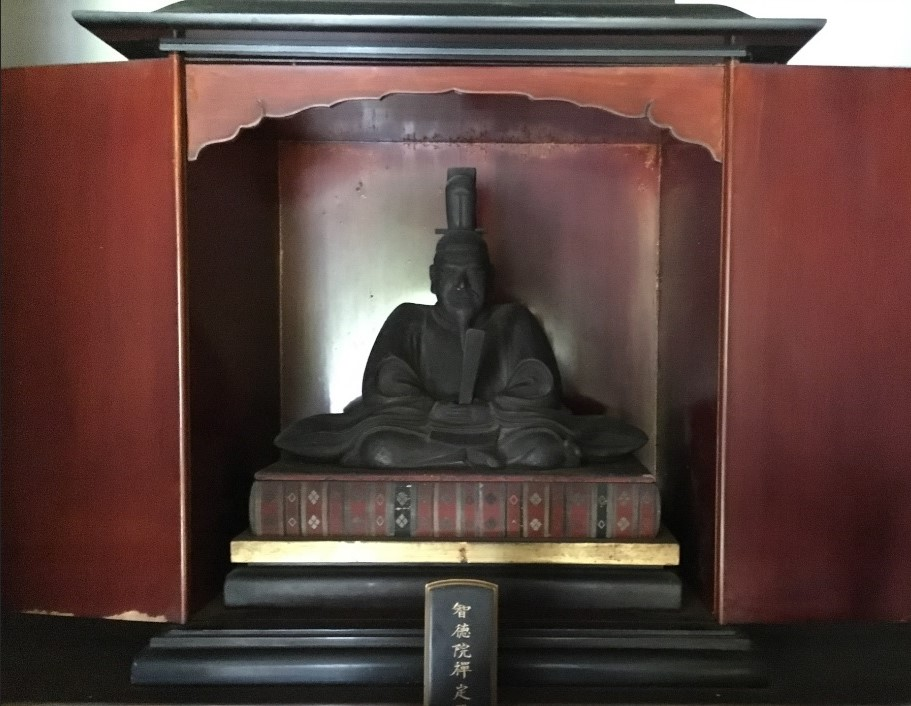
一條昭良的木頭雕像

- 第1代當主：一條實經（1223年－1284年）
  - 日本鐮倉時代前期公卿，一條家的始祖、通稱「圓明寺關白」、號「後一條入道關白」
  - 官位：從一位・攝政、關白、内覧、左大臣、藤氏長者
  - 法名：行雅、行雄、行祚
- 第8代當主：一條兼良（1402年－1481年）
  - 日本室町時代中期公卿，精通文學、和歌、連歌、能樂、神佛、漢學（朱子學）等，通稱「桃華叟」、「三關老人」，時人評價其為「日本無雙的才人」
  - 官位：從一位・攝政、關白、内覧、太政大臣、藤氏長者
  - 法名：覺惠
- 第14代當主：一條昭良（1605年－1672年）
  - 日本江戶時代前期公卿，日本皇族（後陽成天皇第九子），使一條家成為皇別攝家
  - 官位：從一位・攝政、關白、内覧、左大臣
  - 法名：惠觀